# Žďár nad Sázavou
Žďár nad Sázavou (tjekkisk udtale: [ˈʒɟaːr ˈnat saːzavou]; tysk: Saar) er en by i  regionen Vysočina i Tjekkiet   med omkring 21.000 indbyggere. Byen er et industri- og turistcenter. Det er kendt for  Jan Nepomuks pilgrimskirke, som er på UNESCOs verdensarvsliste.
Bydelene af Žďár nad Sázavou 1–8 og landsbyerne Mělkovice, Radonín, Stržanov og Veselíčko er administrative dele af Žďár nad Sázavou.

## Geografi
Žďár nad Sázavou ligger omkring 30. km nordøst for Jihlava og 60 km  nordvest for Brno. Det ligger i et kuperet landskab i Křižanov højlandet  Det højeste punkt er bakken Holý kopec på 665 meter  over havets overflade.
Žďár nad Sázavou ligger ved floden Sázava. Området er rigt på damme. Det største vandområde er Pilská Reservoiret, som blev bygget i 1959-1962 og i dag fungerer som et rekreativt område, til fiskeri og som beskyttelse mod oversvømmelser.

## Historie
Žďár blev grundlagt som en bosættelse i det nærliggende cistercienserkloster, som blev grundlagt i 1252. Den oprindelige bebyggelse blev snart flyttet på venstre bred af Sázava, på stedet for nutidens historiske centrum. I 1293 blev Žďár først omtalt som en købstad.
Fra 1588 kom Žďár under administration af Ærkebispedømmert Olomouc, men forblev loyal over for cistercienserklostret, hvilket resulterede i en langvarig strid. I 1606 blev klostret nedlagt og striden afgjort. I 1607 fik Žďár stadsrettigheder. Klosteret blev ombygget til et slot i 1614. I 1638 blev klostret restaureret, men blev angrebet af den svenske hær under 30-årskrigen. Byen blev ransaget i 1645. Efter at det var blevet ødelagt af en stor brand, blev klostret nedlagt i 1784.
I anden halvdel af 1800-tallet udviklede Žďár sig både kulturelt og økonomisk. I 1898 og 1905 blev der anlagt jernbaner. De første fabrikker blev etableret, og en del af den gamle bydel blev genopbygget. 
Efter 2. verdenskrig blev et stort ingeniør- og støberifirma ŽĎAS grundlagt, og befolkningen steg betydeligt. Nye forstæder blev skabt, og i 1970'erne blev hele det historiske centrum genopbygget.

## Seværdigheder
Žďár nad Sázavou er bedst kendt for Jan Nepomuks pilgrimskirke på bakken Zelená hora, som er på UNESCOs verdensarvsliste. Det er designet af Jan Santini Aichel.  Det blev bygget i barokstil i 1719–1722.
Žďár nad Sázavou Slotshuse tjener i dag kulturelle formål og huser Den Nye Generations Museum, et audiovisuelt museum, der præsenterer slottets historie og andre vigtige bygninger i regionen. En del af komplekset er Basilica af Vor Frues Himmelfart og St. Nicholas fra det tidligere kloster.
I centrum af byen er der sognekirken Sankt Procopius, som første gang blev nævnt i 1391 og genopbygget i sengotisk stil i 1560. Kirketårnet er åbent for offentligheden. Ved siden af kirken ligger Sankt Barbaras barokke kapel fra 1729.
Bytorvets hovedseværdighed er det gamle rådhus, en renæssancebygning fra begyndelsen af det 16. og 17. århundrede med neoklassisk facade fra det 18. århundrede.